# الدوري البحريني لكرة اليد
الدوري البحريني لكرة اليد لعل مسابقات كرة اليد في البحرين من أقدم المسابقات على مستوى الألعاب الجماعية محليا ومن الأقدم على مستوى مسابقات كرة اليد على المستوى الخليجي، فقد بدأت فعليا ورسميا في موسم 1974/1975، وتواصلت من دون انقطاع حتى وصلت إلى يومنا هذا.
ولبطولة الكأس طابع خاص لدى الأندية البحرينية وأهمية قصوى لأنها البطولة المؤهلة للمشاركة في بطولة الأندية الخليجية أبطال الكؤوس التي انطلقت مطلع الثمانينات من القرن الماضي، وسجل السجل الشرفي لهذه البطولة احتكارا شبه كلي لقطبي العاصمة (الأهلي والنجمة) قبل العقد الجاري الذي شهد دخول منافسين من أندية القرى.
وشهدت المواسم التسعة الأولى منذ انطلاقة البطولة منافسة متبادلة بين ناديي السلمانية (القادسية بعد ذلك) والوحدة الذي فاز بالبطولة بمسمى نادي اليرموك لمرة واحد في موسم 1976/1977 بعد أن خطب السلمانية اللقب في النسختين الأوليين، ليكون ثاني ناد يفوز باللقب بعد السلمانية صاحب الأولوية التاريخية.
وفاز القادسية بعد أن غير أسمه من السلمانية باللقب لأول مرة بهذا المسمى في موسم 1979/1980 وأعاد الكرة بعد موسمين، وخرج بعد ذلك من دائرة المنافسات على البطولات المحلية لكرة اليد حتى اندمج مع نادي الوحدة تحت مسمى (نادي الهلال).
وبعد 9 مواسم من تناوب الجارين (الوحدة والقادسية) على لقب البطولة، ضرب النادي الأهلي بقوة ودخل على اللائحة الشرفية بتحقيق 3 بطولات متتالية بدءا بموسم 1983/1984، ليكون أول ناد يحقق اللقب في 3 مواسم متتالية.
وبعد مناوبة من بين الأهلي والوحدة منذ موسم 1986/1987 حتى موسم 1990/1991، جاء الأهلي ليسيطر على مدى 5 مواسم بدءا بموسم 1991/1992 على البطولة في العصر الذهبي للنادي خلال التسعينات اذ جمع بين الدوري والكأس حتى عاد الوحدة ولكن بمسمى جديد (نادي الهلال) وخطف اللقب في موسمين متتاليين 1996/1997 و1997/1998.
وخلال العقد الجاريي والموسين السابقين له، عاد القطبان للتناوب على الفوز باللقب، والشيء الذي يذكر أن نادي الوحدة قد حقق أول لقب بهذه البطولة بمسمى نادي النجمة في موسم 2001/2002.
واقتحم باربار القائمة الشرفية للبطولة كأول ناد قروي ومن خارج العاصمة يفوز باللقب وذلك في موسم 2003/2004 بعد عام واحد فقط من تحقيقه أول لقب على مستوى الدرجة الأولى بتحقيقه بطولة الدوري، ومنذ ذلك الموسم حتى الآن وعلى رغم وصول ناديين قرويين (الدير والشباب) بقي النادي القروي الوحيد الذي حقق اللقب وعادت البطولات لقطبي كرة اليد البحرينية العاصميين.

## الأكثر وصولا للنهائي منذ 1990/1991
بحسب السجل المتوافر على موقع الاتحاد البحريني لكرة اليد المتكامل بالنسبة إلى الفائزين بالمراكز الأولى لمختلف الفئات منذ موسم 1990/1991، فإن النادي الأهلي أكثر الأندية وصولا للمباراة النهائي بواقع 18 مرة آخرها الموسم الماضي، وخطف الأهلي هذه الأفضلية من نادي النجمة قبل 3 مواسم فقط، إذ كان الأكثر وصولا بواقع 15 مرة آخرها في ذلك الموسم وخسر أمام الأهلي أيضا، بعد ذلك يأتي باربار بوصوله مرتين، وأخيرا الشباب والدير والمحرق بوصولهم لمرة واحدة فقط.

## الأهلي والخماسية من جديد
الأهلي الذي حقق الخماسية في بداية التسعينات حتى منتصف العقد الماضي أمام إنجاز تاريخي جديد بتحقيق الخماسية ولكن خلال العقد الجاري، فالنادي يسيطر على لقب الكأس في المواسم الماضية، ومنذ موسم 2005/2006 حتى الموسم الماضي 2008/2009 وهو البطل لهذه البطولة، بمعنى أنه قد حقق الرباعية، وسيكون بإمكانه تكرار الخماسية والانطلاق نحو رقم جديد في حالة فوزه بالمباراة النهائية للبطولة (اليوم) الجمعة.

## من الذي حقق الرقم القياسي لعدد مرات الفوز؟
أقيمت حتى الآن 35 بطولة للكأس والبطولة الحالية تحمل الرقم 36، وإذا كان الحديث عن أكثر الأندية تحقيقا للبطولة فهو النادي الأهلي 16 بطولة، ذلك بمسمى واحد، وإذا كان الحديث عن أكثر الأندية تحقيقا بالنظر إلى التغييرات التاريخية (الدمج) قبل وبعد قرار المؤسسة العامة للشباب والرياضة، فإن الأكثر هو النجمة بالمسمى الحالي بـ 18 بطولة، والبطولة الوحيدة التي خرجت من فكي العاصمة لنادي باربار الذي ذكرنا بأنه النادي القروي الوحيد الذي حاز اللقب.

## الأرقام القياسية في السجل الشرفي
الأرقام القياسية في السجل الشرفي كلها لصالح النادي الأهلي، فهو أول ناد يحقق اللقب في 3 مواسم متتالية منذ موسم 1983/1984 حتى 1985/1986، وبعد ذلك جاء وضرب هذا الرقم القياسي بتحقيق الرباعية في الفترة ما بين موسم 1991/1992 و1994/1995 قبل أن يضرب بنفسه الرقم في الموسم التالي بتحقيقه اللقب ليتحول الرقم القياسي إلى 5 بطولات متتالية.

## مفارقات في السجل الشرفي
الناديان الوحيدان اللذان حققا اللقب بمسمى واحد هما الأهلي وباربار فقط، فالسلمانية تحول بعد ذلك إلى نادي القادسية وبالاسمين حقق اللقب، واليرموك تحول إلى نادي الوحدة وبالاسمين حقق اللقب أيضا، وبعد سنوات دمج القادسية مع الوحدة بمسمى نادي الهلال وبالمسمى الأخير حقق اللقب كذلك، وغير مسمى الهلال إلى النجمة وهو المسمى الحالي وبهذا المسمى حقق اللقب أيضا، ويعتبر المحرق أول ناد من خارج العاصمة يصل للمباراة النهائية وهي المرة الأخيرة وذلك في موسم 1995/1996 وخسره أمام النادي الأهلي.

## نبيل طه وبدر ميرزا في ذاكرة البطولة
لعب المدرب الوطني عصام عبد الله لنادي النجمة (الوحدة سابقا) في الفترة التي لعب فيها نبيل طه وحقق البطولات، ولكنه كمدرب لم يحقق البطولة بعد، فقد طرق باب البطولة في موسم 2002/2003 مع نادي باربار ولم يوفق بخسارته من ناديه النجمة، وفي الموسم الماضي طرق الباب من جديد مع نادي الشباب ولم يوفق أيضا بخسارته أمام النادي الأهلي، فهل يبتسم الحظ له في هذا الموسم ويدخل التاريخ مع نبيل طه وبدر ميرزا اللذين حققوا الكأس كلاعبين ومدربين؟
يعتبر المدرب الوطني نبيل طه أول مدرب يحقق بطولة الكأس كلاعب ومدرب، فمنذ بدء مشواره مع الفريق الأول في موسم 1977/1978 حتى نهايته في موسم 1992/1993 حقق 9 بطولات كلاعب، والطريف أنه في موسم 1990/1991 حقق البطولة كلاعب ومدرب في آن واحد، ثم حقق البطولة كمدرب في موسم 2001/2002 وبعد ذلك موسم 2004/2005.
أما المدرب الوطني بدر ميرزا الذي بدأ مشواره في فترة نبيل طه وأنهاه في موسم 1996/1997 فقد حقق البطولة كلاعب 10 مرات، وحققها كمدرب لمرة واحدة مع النادي الأهلي في موسم 2005/2006.

## الأكثر وصولا للنهائي منذ 1990/1991
بحسب السجل المتوافر على موقع الاتحاد البحريني لكرة اليد المتكامل بالنسبة إلى الفائزين بالمراكز الأولى لمختلف الفئات منذ موسم 1990/1991، فإن النادي الأهلي أكثر الأندية وصولا للمباراة النهائي بواقع 18 مرة آخرها الموسم الماضي، وخطف الأهلي هذه الأفضلية من نادي النجمة قبل 3 مواسم فقط، إذ كان الأكثر وصولا بواقع 15 مرة آخرها في ذلك الموسم وخسر أمام الأهلي أيضا، بعد ذلك يأتي باربار بوصوله مرتين، وأخيرا الشباب والدير والمحرق بوصولهم لمرة واحدة فقط.

## سجل الأبطال حسب السنة
| رقم | الموسم  | البطل      | الوصيف | المدرب                |
| --- | ------- | ---------- | ------ | --------------------- |
| 1   | 1974-75 | السليمانية |        |                       |
| 2   | 1975-76 | السليمانية |        |                       |
| 3   | 1976-77 | السليمانية |        |                       |
| 4   | 1977-78 | القادسية   |        |                       |
| 5   | 1978-79 | الوحدة     |        |                       |
| 6   | 1979-80 | القادسية   |        |                       |
| 7   | 1980-81 | القادسية   |        |                       |
| 8   | 1981-82 | الوحدة     |        |                       |
| 9   | 1982-83 | الوحدة     |        |                       |
| 10  | 1983-84 | الاهلي     |        |                       |
| 11  | 1984-85 | الوحدة     |        |                       |
| 12  | 1985-86 | الوحدة     |        |                       |
| 13  | 1986-87 | الاهلي     |        |                       |
| 14  | 1987-88 | الوحدة     |        |                       |
| 15  | 1988-89 | الوحدة     |        |                       |
| 16  | 1989-90 | الوحدة     |        |                       |
| 17  | 1990-91 | الاهلي     |        | البحريني نبيل طه      |
| 18  | 1991-92 | الاهلي     |        |                       |
| 19  | 1992-93 | الاهلي     |        |                       |
| 20  | 1993-94 | الاهلي     |        |                       |
| 21  | 1994-95 | الاهلي     |        |                       |
| 22  | 1995-96 | الاهلي     |        |                       |
| 23  | 1996-97 | الاهلي     |        | الجزائري محمد معاشو   |
| 24  | 1997-98 | الاهلي     |        | الجزائري محمد معاشو   |
| 25  | 1998-99 | الهلال     |        |                       |
| 26  | 1999-00 | الهلال     |        |                       |
| 27  | 2000-01 | الهلال     |        |                       |
| 28  | 2001-02 | الاهلي     |        |                       |
| 29  | 2002-03 | باربار     |        |                       |
| 30  | 2003-04 | باربار     |        |                       |
| 31  | 2004-05 | الاهلي     |        |                       |
| 32  | 2005-06 | باربار     |        |                       |
| 33  | 2006-07 | الاهلي     |        |                       |
| 34  | 2007-08 | النجمة     |        | الجزائري صالح بوشكريو |
| 35  | 2008-09 | باربار     |        | الجزائري رشيد شريح    |
| 36  | 2009-10 | الاهلي     |        |                       |
| 37  | 2010-11 | الدير      |        |                       |
| 38  | 2011-12 | الاهلي     |        |                       |
| 39  | 2012-13 | الاهلي     |        |                       |
| 40  | 2013-14 | الاهلي     |        |                       |
| 41  | 2014-15 | النجمة     |        |                       |
| 42  | 2015-16 | الاهلي     |        |                       |
| 43  | 2016-17 | النجمة     |        |                       |
| 44  | 2017-18 | باربار     |        |                       |
| 45  | 2018-19 | باربار     |        |                       |
| 46  | 2019-20 | النجمة     |        |                       |